# Cyclotrichium haussknechtii
Cyclotrichium haussknechtii là một loài thực vật có hoa trong họ Hoa môi. Loài này được (Bunge) Manden. & Scheng. mô tả khoa học đầu tiên năm 1953.